# Spyridon Skembris
Spyridon Skembris (griechisch Σπυρίδων «Σπύρος» Σκέμπρης; * 22. Februar 1958 auf Korfu) ist ein griechischer Schachspieler.

## Leben
1977 wurde Skembris geteilter Dritter bei der Junioren-Weltmeisterschaft.
Die FIDE verlieh ihm 1981 den Titel Internationaler Meister. Großmeister wurde er 1990.
Er arbeitet als Trainer, sowohl als Nationaltrainer in Griechenland als auch in seinem deutschen Schachverein SK Freiburg-Zähringen 1887.
Zusammen mit Bettina Trabert, die den Titel eines Großmeisters der Frauen trägt, ist Spyridon Skembris Vater eines Sohnes, der Meisterkandidat ist. Er ist auch tätig für die ACO.

## Turniere
Skembris gewann vier Mal die griechische Landesmeisterschaft: 1981, 1984, 1989 und 1993.
Auch später hatte er Erfolge, wie 2007 beim Schachfestival Bad Wörishofen und bei der 62. Griechischen Meisterschaft 2012, jeweils ein vierter Platz.

## Mannschaftsschach
Von 1980 bis 1994 vertrat er Griechenland auf acht Schacholympiaden.
Es waren dies die Olympiaden 1980 in Valletta, 1982 in Luzern, 1984 in Thessaloniki, 1986 in Dubai, 1988 in Thessaloniki, 1990 in Novi Sad, 1992 in Manila und 1994 in Moskau.
Er spielte bei den Europamannschaftsmeisterschaften 1989 in Haifa und 1992 in Debrecen, wo er eine Goldmedaille am zweiten Brett erzielte.

## Vereinsschach

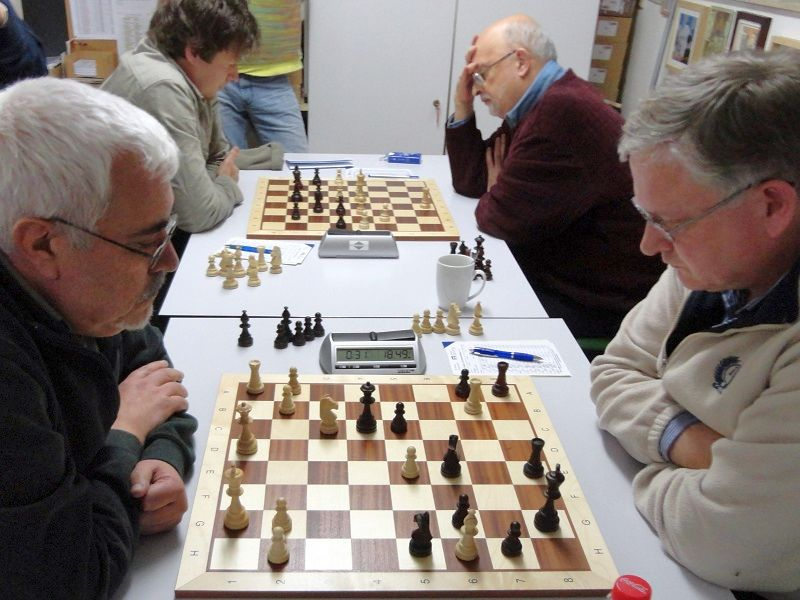
Spyridon Skembris und Jörg Weidemann beim badischen 4er-Mannschaftspokal 2014

In der Saison 2014/15 spielte  er in der Oberliga Baden für den SK Freiburg-Zähringen 1887 am ersten Brett. In der Schweizer Bundesliga war er seit der Saison 2014/15 für den SC Lyss-Seeland gemeldet. Außerdem spielt er Mannschaftskämpfe in Frankreich und Griechenland.
In der Saison 2017/18 ist er sowohl für den Schachclub Grunbach als auch für den SK Freiburg-Zähringen als Spielertrainer aktiv.